# Le Peuple lyonnais

Le Peuple lyonnais est un des nombreux quotidiens basés à Lyon au XIXe siècle. Il a pris la succession de La Tribune des travailleurs et eut pour rédacteur en chef le député socialiste Henri Tolain (1877-1879), qui rejoint en 1879 le Petit Lyonnais. En 1873, le Peuple Lyonnais avait déjà eu des démêlés avec, son rival créé cinq ans plus tôt.